# Бруктери
Бруктерите са древногерманско племе‚ обитавало северозападна Германия, между реките Липе и Емс, южно от Тевтобургската гора, в периода 100 пр.н.е. до 350 г.
Вземат участие заедно с други германски племена във въстанието на Арминий, както и в битката в Тевтобургската гора през 9 г., където нанасят поражение на римляните. През 69-70 г. участват и във въстанието на батавите. Впоследствие са покорени от римляните.